# Operatie Sonnenwende (België)
Operatie Zonnewende (Duits: Operation Sonnenwende) was een arrestatiegolf van Belgische communisten en antifascisten in juni 1941 door de nazi-Duitse bezetter. De actie, uitgevoerd door de SIPO-SD met medewerking van Belgische gerechtelijke en politionele autoriteiten, bracht ongeveer 300 personen in de kampen.

## Verloop
Door het Molotov-Ribbentroppact werden de Belgische communisten in het begin van de bezetting niet vervolgd door de Duitsers, al beschouwde het Belgische gerecht hen als een binnenlandse vijand. Nog in maart 1941 vroeg procureur-generaal Collard rapporten over communistische activiteiten in elk ressort. Het lanceren van Operatie Barbarossa door Hitler op 22 juni 1941 keerde de situatie om. Deze door het Reichssicherheitshauptamt in Berlijn bevolen zonnewende was minstens vanaf mei voorbereid door namenlijsten aan te leggen van op te pakken personen. Vooral de parketten en gerechtelijke politie van Antwerpen en Luik hadden de Duitsers informatie verstrekt, naast hetgeen die laatsten zelf in beslag hadden genomen. Spilfiguur was de agent Max Günther. Over het hele land drongen de Duitsers op 22 en 23 juni binnen bij mandatarissen, militanten en sympathisanten van de KPB, die overigens buiten de wet werd gesteld. De arrestanten werden afgevoerd naar het Fort van Hoei en het Opvangkamp Breendonk. In aanwezigheid van Günther werden de communistische leiders gefolterd in de gruwelbunker van Breendonk. Vele arrestanten zaten op het treinkonvooi dat op 22 september 256 politieke gevangenen naar Neuengamme deporteerde (107 uit Breendonk en 149 uit Hoei).

## Nasleep
De operatie bracht de Belgische communisten een grote slag toe, maar zij die waren ontkomen konden zich nu voluit in het verzet storten. De Sovjet-Unie stond voortaan in het geallieerde kamp, zodat ze van de zijde van het gerecht niet meer in het vizier werden genomen, uitzonderingen niet te na gesproken.